# Frans van der Hoff
Franciscus Petrus (Frans) van der Hoff SCJ  (De Rips, 16 juli 1939 – Ixtepec, 13 februari 2024) was een Nederlands Rooms-Katholiek priester-missionaris en lid van de Priestercongregatie van het Heilig Hart van Jezus. In 1988 richtte hij, in samenwerking met Nico Roozen en het oecumenisch ontwikkelingshulporganisatie Solidaridad, het keurmerk Max Havelaar op.

## Biografie
Van der Hoff werd als zevende van zeventien kinderen geboren in de boerenfamilie Van der Hoff-Boersma, die van Friesland naar het Noord-Brabantse dorp De Rips was verhuisd. Op 8 september 1962 deed hij zijn eerste gelofte bij de Dehonianen. Tijdens zijn studie aan de toenmalige Katholieke Universiteit Nijmegen werd hij politiek actief. Hij promoveerde daar in de politieke economie en later in Duitsland in de theologie.

## Zuid- en Midden-Amerika
In 1970 verhuisde Van der Hoff naar Santiago de Chile, waar hij als arbeider-priester in de barrios (stadswijken) werkte. Ten tijde van de staatsgreep in Chili (1973) verhuisde Van der Hoff naar Mexico en zette zijn werk daar voort in de sloppenwijken van Mexico-Stad. Zeven jaar later verhuisde hij naar Oaxaca in het zuidelijke deel van Mexico. Als arbeider-priester integreerde hij snel in de gemeenschap en begon zodoende de ellende en economische tegenspoed van lokale koffieproducenten te zien. In 1981 participeerde hij in de lancering van de UCIRI (Union de Comunidades Indigenas de la Region del Istmo), een coöperatie van koffieproducenten, opgericht om lokale handelaren  te omzeilen.

## Fair Trade
Op 15 november 1988 gaven Van der Hoff en Nico Roozen het startsein voor het eerste Fairtrade-labelinitiatief ter wereld, Max Havelaar. Roozen was toen verantwoordelijk voor de ontwikkeling van het bedrijfsleven bij de oecumenische ontwikkelingshulporganisatie Solidaridad. De contacten die Frans van der Hoff had met kansarme Mexicaanse koffieproducenten waren daarbij van cruciaal belang om het koffieaanbod te garanderen en zo het succes van het allereerste fairtrade-certificeringsinitiatief in te leiden.Het Max Havelaar initiatief bood achtergestelde koffieproducenten aan de hand van sociale en milieunormen een eerlijke prijs voor hun oogst; deze lag aanzienlijk boven de marktprijs. De van de coöperatie UCIRI afkomstige koffie werd geïmporteerd door de Nederlandse firma Van Weely, vervolgens geroosterd door Neuteboom koffiebranders en ten slotte rechtstreeks verkocht in Wereldwinkels en de detailhandel in Nederland. Dit initiatief boekte succes en werd overgenomen door diverse andere sectoren.
In 2006 bedroeg de wereldwijde handel in Fairtrade-producten ongeveer € 1.6 miljard, verdeeld over 569 producentenorganisaties die grofweg 1.5 miljoen producenten vertegenwoordigden uit 58 ontwikkelingslanden.

## Onderscheidingen
Aan Van der Hoff zijn de volgende onderscheidingen toegekend.
- De North-South Prize 2006, door de Raad van Europa.
- Benoeming tot Commandeur in de Kroonorde (België) door de Belgische minister van Ontwikkelingssamenwerking, in 2006.
- Van der Hoff ontving in 2006 een eredoctoraat van de Katholieke Universiteit Leuven voor zijn inspanningen om een ‘andere economie’ te bewerkstelligen.
- De Groeneveldprijs 2006 van de stichting Groeneveld, voor zijn speciale inspanningen voor het behoud van natuur en milieu.
- Hij werd in 2005 door de Frans president Chirac benoemd tot ridder in het Legioen van Eer.

Hij overleed op 84-jarige leeftijd en werd 17 februari 2024 te Ixtepec, Mexico begraven.